# Prima Lega (Egitto)
La Prima Lega egiziana (in arabo الدوري المصري الأول, in inglese Egyptian Premier League), comprendente 18 squadre, è la massima divisione del campionato egiziano di calcio, posta sotto l'egida della Federazione calcistica dell'Egitto.
I due club più titolati del Paese, entrambi del Cairo, sono l'Al-Ahly, vincitore di 45 campionati, e lo Zamalek, vincitore di 14 campionati. Tra le squadre che hanno vinto il campionato figurano anche l'Ismaily (3 titoli), il Tersana, il Ghazl El-Mehalla, l'El-Olympi e l'Al-Mokawloon (tutte vincitrici di un campionato). 
Il campionato egiziano occupa al 2020 il 30º posto del ranking mondiale dei campionati stilato annualmente dall'IFFHS e il 3º posto a livello continentale, pertanto è reputato una delle leghe calcistiche più competitive d'Africa.

## Trofeo e simbolo
Le attuali società insignite della stella sportiva nel campionato egiziano sono:
- Al-Ahly (1960-1961; 1985-1986; 2004-2005; 2017-2018)
- Zamalek (2002-2003)

## Storia
Il campionato egiziano nasce nel 1948 e nei decenni successivi sarà caratterizzato da numerose interruzioni, dovute anche a conflitti quali la guerra dei sei giorni e la guerra del Kippur. 
Il campionato fu sospeso nel febbraio 2012 dopo i gravi incidenti avvenuti in occasione della partita nello stadio di Porto Said (strage di Port Said), quando 74 tifosi della squadra dell'Al-Ahly del Cairo persero la vita in un attacco della tifoseria della squadra rivale dell'Al-Masry. Il 24 dicembre 2013 il campionato ripartì con 22 squadre partecipanti divise in due gruppi, con play-off al termine della stagione e tutte le partite giocate a porte chiuse negli stadi delle forze armate, per problemi legati alla sicurezza.

## Sponsor
Dal 2005 al 2007 e dal 2011 al 2014 la massima serie è stata nota internazionalmente con la dicitura in lingua inglese Vodafone Egyptian Premier League, dal nome dello sponsor del torneo, la compagnia telefonica Vodafone. Dal 2007 al 2011 è stata utilizzata la denominazione Etisalat Egyptian Premier League, dal nome della compagnia di comunicazioni che ha firmato l'accordo di sponsorizzazione con la federazione calcistica egiziana, mentre dal 2014 il torneo è noto internazionalmente come Prima Lega (Sponsored by Presentation Sports).

## Le squadre
Ad oggi sono complessivamente 75 i club che hanno preso parte ai 66 campionati di Prima Lega.

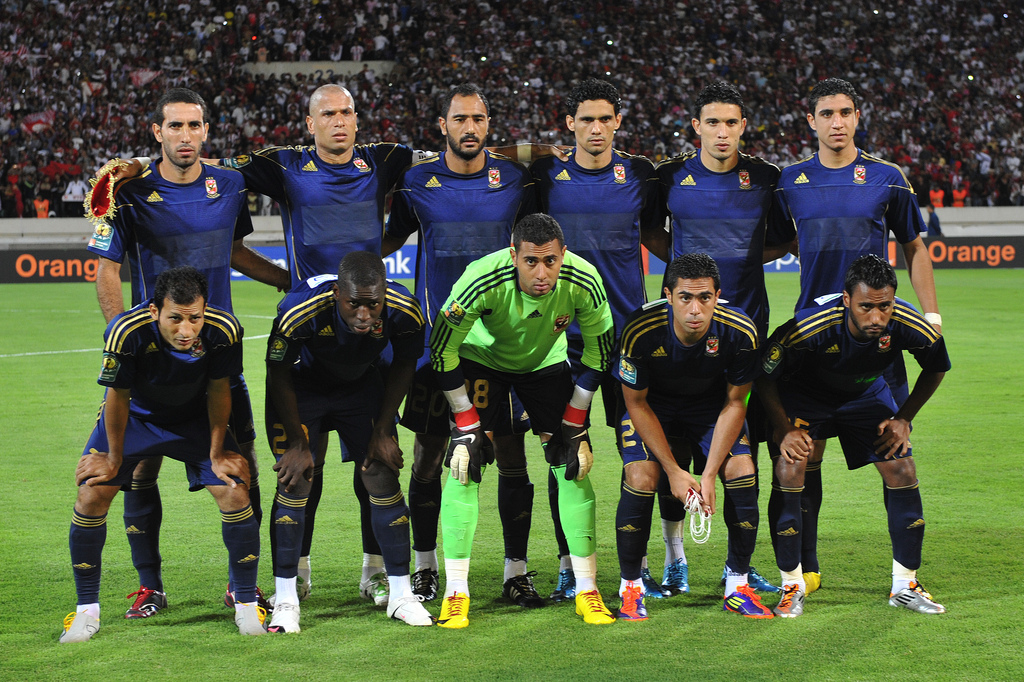
L'Al-Ahly è l'unico club ad aver preso parte a tutti i campionati della Prima Lega (record condiviso con lo Zamalek).

| Squadra                | Presenze | Debutto   | Ultima apparizione | Campionato 2021-2022 |
| ---------------------- | -------- | --------- | ------------------ | -------------------- |
| Al-Ahly                | 66       | 1948-1949 | 2021-2022          | Prima Lega           |
| Zamalek                | 66       | 1948-1949 | 2021-2022          | Prima Lega           |
| Al-Ittihad Alessandria | 64       | 1948-1949 | 2021-2022          | Prima Lega           |
| Ismaily                | 63       | 1948-1949 | 2021-2022          | Prima Lega           |
| Al-Masry               | 63       | 1948-1949 | 2021-2022          | Prima Lega           |
| Ghazl El-Mehalla       | 51       | 1956-1957 | 2021-2022          | Prima Lega           |
| Tersana                | 45       | 1948-1949 | 2008-2009          | Seconda Divisione    |
| Al-Mokawloon           | 41       | 1978-1979 | 2021-2022          | Prima Lega           |
| El-Olympi              | 40       | 1948-1949 |                    | Seconda Divisione    |
| El Mansoura            | 31       | 1955-1956 |                    | Seconda Divisione    |
| Suez Montakhab         | 30       | 1974-1975 |                    | Seconda Divisione    |
| El Qanah               | 28       | 1953-1954 |                    | Seconda Divisione    |
| Al-Sekka Al-Hadid      | 24       | 1948-1949 |                    | Seconda Divisione    |
| ENPPI                  | 20       | 2002-2003 | 2021-2022          | Prima Lega           |
| El Gaish               | 18       | 2004-2005 | 2021-2022          | Prima Lega           |
| Haras El-Hodood        | 18       | 1963-1964 |                    | Seconda Divisione    |
| Tanta                  | 15       | 1956-1957 | 2018-2019          | Terza Divisione      |
| Petrojet               | 15       |           |                    | Seconda Divisione    |
| El Minya FC            | 15       | 1962-1963 |                    | Seconda Divisione    |
| Baladeyet El-Mahalla   | 12       |           |                    |                      |
| Smouha                 | 12       |           | 2021-2022          | Prima Lega           |
| Misr Lel Makasa        | 12       |           | 2021-2022          | Prima Lega           |
| Aswan                  | 11       |           |                    | Seconda Divisione    |
| Al Koroum              | 11       |           |                    |                      |
| El-Entag El-Harby      | 11       | 2009-2010 |                    | Seconda Divisione    |
| Wadi Degla             | 11       | 2010-2011 |                    | Seconda Divisione    |
| El-Gouna               | 10       |           | 2021-2022          | Prima Lega           |
| Al Teram               | 10       | 1948-1949 |                    |                      |
| El Mareekh             | 10       |           |                    |                      |
| Aviation               | 8        | 1962-1963 |                    |                      |
| El Plastic             | 8        | 1972-1973 |                    |                      |
| El-Shorta              | 8        |           |                    |                      |
| El Dakhleya            | 8        |           |                    | Seconda Divisione    |
| Gomhoriat Shebin       | 7        |           |                    |                      |
| Port Fouad             | 7        | 1948-1949 |                    |                      |
| Damietta               | 6        | 1962-1963 |                    |                      |
| Damanhour              | 6        | 1962-1963 |                    | Seconda Divisione    |
| Esco                   | 6        | 1975-1976 |                    |                      |
| El Sharkia             | 6        | 1974-1975 |                    |                      |
| Al-Aluminium           | 5        |           |                    | Seconda Divisione    |
| Ghazl Domyat           | 5        |           |                    |                      |
| Dina Farms             | 4        |           |                    |                      |
| Beni Suef              | 4        | 1962-1963 |                    | Seconda Divisione    |
| Asmant Al Suwais       | 4        |           |                    |                      |
| Pyramids               | 4        |           | 2021-2022          | Prima Lega           |
| Goldi                  | 3        |           |                    |                      |
| Asyut                  | 3        |           |                    | Seconda Divisione    |
| Telephonat Beni Suef   | 3        |           |                    | Seconda Divisione    |
| Factory 36             | 3        | 1975-1976 |                    |                      |
| El Raja                | 3        |           |                    | Seconda Divisione    |
| Maleyat Kafr El Zayat  | 3        | 1957-1958 |                    |                      |
| Al Nasr                | 2        |           |                    | Seconda Divisione    |
| Asyut Cement           | 2        |           |                    |                      |
| Itesalat               | 2        |           |                    | Seconda Divisione    |
| Ghazl Suez             | 2        |           |                    |                      |
| Domyat Club            | 2        |           |                    |                      |
| Alassiouty             | 2        |           |                    |                      |
| Ceramica Cleopatra     | 2        |           | 2021-2022          | Prima Lega           |
| National Bank of Egypt | 2        |           | 2021-2022          | Prima Lega           |
| Kafr El Sheikh         | 2        | 1975-1976 |                    | Seconda Divisione    |
| Ittihad Osman          | 2        |           |                    |                      |
| Younan                 | 2        | 1948-1949 |                    | Solo attività locale |
| El Baharia             | 2        | 1962-1963 |                    |                      |
| Future                 | 1        | 2021-2022 | 2021-2022          | Prima Lega           |
| Pharco                 | 1        | 2021-2022 | 2021-2022          | Prima Lega           |
| Nogoom                 | 1        | 2018-2019 | 2018-2019          |                      |
| ZED                    | 1        |           |                    | Seconda Divisione    |
| Al Nasr Lel Taa'den    | 1        |           |                    |                      |
| Sohag                  | 1        |           |                    | Seconda Divisione    |
| Shams Club             | 1        |           |                    |                      |
| El Suez                | 1        | 1957-1958 | 1957-1958          |                      |
| Shourta                | 1        | 1975-1976 | 1975-1976          |                      |
| Jute Bilbeis           | 1        | 1977-1978 | 1977-1978          |                      |
| Belkas                 | 1        | 1975-1976 | 1975-1976          |                      |
| Naseeg Helwan          | 1        | 1987-1988 | 1987-1988          |                      |

## Albo d'oro
Di seguito viene riportato l'albo d'oro del campionato egiziano di calcio, dalla stagione d'esordio 1948-1949 ad oggi.
- 1948-1949:  Al-Ahly (1º)
- 1949-1950:  Al-Ahly (2º)
- 1950-1951:  Al-Ahly (3º)
- 1951-1952: Campionato non disputato[6]
- 1952-1953:  Al-Ahly (4º)
- 1953-1954:  Al-Ahly (5º)
- 1954-1955: Campionato non disputato
- 1955-1956:  Al-Ahly (6º)
- 1956-1957:  Al-Ahly (7º)
- 1957-1958:  Al-Ahly (8º)
- 1958-1959:  Al-Ahly (9º)
- 1959-1960:  Zamalek (1º)
- 1960-1961:  Al-Ahly (10º)
- 1961-1962:  Al-Ahly (11º)
- 1962-1963:  Tersana (1º)
- 1963-1964:  Zamalek (2º)
- 1964-1965:  Zamalek (3º)
- 1965-1966:  El-Olympi (1º)
- 1966-1967:  Ismaily (1º)
- Dal 1967 al 1971: Campionato non disputato
- 1971-1972: Campionato non terminato[7]
- 1972-1973:  Ghazl El-Mehalla (1º)
- 1973-1974: Campionato non terminato[8]
- 1974-1975:  Al-Ahly (12º)
- 1975-1976:  Al-Ahly (13º)
- 1976-1977:  Al-Ahly (14º)
- 1977-1978:  Zamalek (4º)
- 1978-1979:  Al-Ahly (15º)
- 1979-1980:  Al-Ahly (16º)
- 1980-1981:  Al-Ahly (17º)
- 1981-1982:  Al-Ahly (18º)
- 1982-1983:  Al-Mokawloon (1º)
- 1983-1984:  Zamalek (5º)
- 1984-1985:  Al-Ahly (19º)
- 1985-1986:  Al-Ahly (20º)
- 1986-1987:  Al-Ahly (21º)
- 1987-1988:  Zamalek (6º)
- 1988-1989:  Al-Ahly (22º)
- 1989-1990: Campionato non terminato[9]
- 1990-1991:  Ismaily (2º)
- 1991-1992:  Zamalek (7º)
- 1992-1993:  Zamalek (8º)
- 1993-1994:  Al-Ahly (23º)
- 1994-1995:  Al-Ahly (24º)
- 1995-1996:  Al-Ahly (25º)
- 1996-1997:  Al-Ahly (26º)
- 1997-1998:  Al-Ahly (27º)
- 1998-1999:  Al-Ahly (28º)
- 1999-2000:  Al-Ahly (29º)
- 2000-2001:  Zamalek (9º)
- 2001-2002:  Ismaily (3º)
- 2002-2003:  Zamalek (10º)
- 2003-2004:  Zamalek (11º)
- 2004-2005:  Al-Ahly (30º)
- 2005-2006:  Al-Ahly (31º)
- 2006-2007:  Al-Ahly (32º)
- 2007-2008:  Al-Ahly (33º)
- 2008-2009:  Al-Ahly (34º)
- 2009-2010:  Al-Ahly (35º)
- 2010-2011:  Al-Ahly (36º)
- 2011-2012: Campionato sospeso[10]
- 2012-2013: Campionato non disputato[10]
- 2013-2014:  Al-Ahly (37º)
- 2014-2015:  Zamalek (12º)
- 2015-2016:  Al-Ahly (38º)
- 2016-2017:  Al-Ahly (39º)
- 2017-2018:  Al-Ahly (40º)
- 2018-2019:  Al-Ahly (41º)
- 2019-2020:  Al-Ahly (42º)
- 2020-2021:  Zamalek (13º)
- 2021-2022:  Zamalek (14º)
- 2022-2023:  Al-Ahly (43º)
- 2023-2024:  Al-Ahly (44º)
- 2024-2025:  Al-Ahly (45º)

## Vittorie per squadra
| Club             | Titoli | 2° | Anni campione |
| ---------------- | ------ | -- | --- |
| Al-Ahly          | 45     | 12 | 1949, 1950, 1951, 1953, 1954, 1956, 1957, 1958, 1959, 1961, 1962, 1975, 1976, 1977, 1979, 1980, 1981, 1982, 1985, 1986, 1987, 1989, 1994, 1995, 1996, 1997, 1998, 1999, 2000, 2005, 2006, 2007, 2008, 2009, 2010, 2011, 2014, 2016, 2017, 2018, 2019, 2020, 2023, 2024, 2025 |
| Zamalek          | 14     | 34 | 1960, 1964, 1965, 1978, 1984, 1988, 1992, 1993, 2001, 2003, 2004, 2015, 2021, 2022 |
| Ismaily          | 3      | 7  | 1967, 1991, 2002 |
| Tersana          | 1      | 5  | 1963 |
| Ghazl El-Mehalla | 1      | 1  | 1973 |
| El-Olympi        | 1      | -  | 1966 |
| Al-Mokawloon     | 1      | -  | 1983 |
| Pyramids         | -      | 3  | ----- |
| ENPPI            | -      | 1  | ----- |
| Smouha           | -      | 1  | ----- |
| Misr Lel Makasa  | -      | 1  | ----- |

## Squadre autrici del double
Le seguenti squadre hanno centrato il double, vale a dire la vittoria del campionato e della Coppa d'Egitto nella medesima stagione:
- Al-Ahly: 15 volte
- Zamalek: 4 volte

## Primati della Prima Lega

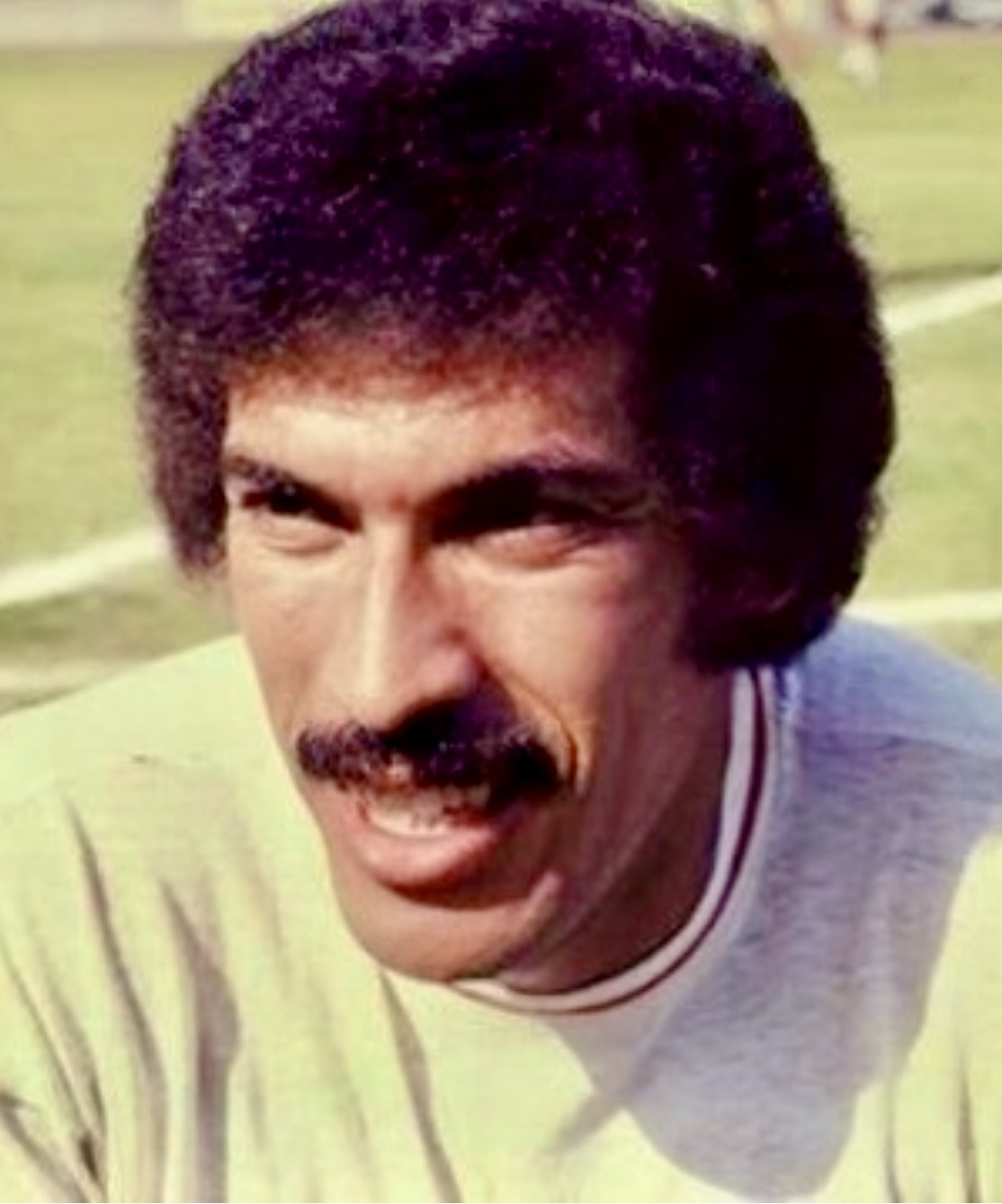
Hassan Shehata

### Capocannonieri
Di seguito la lista di tutti i capocannonieri del campionato di calcio egiziano, dalla stagione 1948-1949 ad oggi.
| Stagione  | Nazione                   | Giocatore                 | Squadra                | Reti |
| --------- | ------------------------- | ------------------------- | ---------------------- | ---- |
| 1948-1949 | Egitto (bandiera)         | Mohamed Diab El-Attar     | Al-Ittihad Alessandria | 15   |
| 1948-1949 | Egitto (bandiera)         | El-Sayed El-Dhizui        | Al-Masry               | 15   |
| 1949-1950 | Egitto (bandiera)         | El-Sayed El-Dhizui        | Al-Masry               | 13   |
| 1950-1951 | Egitto (bandiera)         | El-Sayed El-Dhizui        | Al-Masry               | 12   |
| 1951-1951 | Egitto (bandiera)         | Ahmed Mekawi              | Al-Ahly                | 12   |
| 1952-1953 | Egitto (bandiera)         | Abdel Nabi Mahmoud        | Tersana                | 18   |
| 1955-1956 | non conosciuta (bandiera) | Sayed Saleh               | Al-Ahly                | 12   |
| 1956-1957 | Egitto (bandiera)         | Alaa El-Hamouly           | Zamalek                | 16   |
| 1957-1958 | Egitto (bandiera)         | Hamdi Abdel Fattah        | Tersana                | 19   |
| 1958-1959 | Egitto (bandiera)         | El-Sayed El-Dhizui        | Al-Ahly                | 16   |
| 1959-1960 | Egitto (bandiera)         | Hamdi Abdel Fattah        | Tersana                | 15   |
| 1960-1961 | Egitto (bandiera)         | Ali Mohsen                | Zamalek                | 16   |
| 1961-1962 | Egitto (bandiera)         | Moustafa Reyad            | Tersana                | 18   |
| 1962-1963 | Egitto (bandiera)         | Hassan El-Shazly          | Tersana                | 32   |
| 1963-1964 | Egitto (bandiera)         | Moustafa Reyad            | Tersana                | 27   |
| 1964-1965 | Egitto (bandiera)         | Hassan El-Shazly          | Tersana                | 23   |
| 1965-1966 | Egitto (bandiera)         | Hassan El-Shazly          | Tersana                | 16   |
| 1966-1967 | Egitto (bandiera)         | Ali Abo Greisha           | Ismaily                | 15   |
| 1972-1973 | Egitto (bandiera)         | Omasha Omasha             | Ghazl El-Mehalla       | 11   |
| 1974-1975 | Egitto (bandiera)         | Hassan El-Shazly          | Tersana                | 34   |
| 1975-1976 | Egitto (bandiera)         | Osama Khalil              | Ismaily                | 17   |
| 1976-1977 | Egitto (bandiera)         | Ali Khalil                | Zamalek                | 17   |
| 1976-1977 | Egitto (bandiera)         | Hassan Shehata            | Zamalek                | 17   |
| 1977-1978 | Egitto (bandiera)         | Mahmoud El-Khateeb        | Al-Ahly                | 11   |
| 1978-1979 | Egitto (bandiera)         | Ali Khalil                | Zamalek                | 12   |
| 1979-1980 | Egitto (bandiera)         | Hassan Shehata            | Zamalek                | 14   |
| 1980-1981 | Egitto (bandiera)         | Mahmoud El-Khateeb        | Al-Ahly                | 11   |
| 1981-1982 | Egitto (bandiera)         | Gamal Gouda               | Al-Masry               | 8    |
| 1982-1983 | Egitto (bandiera)         | Mahmoud El-Mashaqui       | Ghazl El-Mehalla       | 9    |
| 1983-1984 | Egitto (bandiera)         | Ayman Shawki              | Al Koroum              | 8    |
| 1984-1985 | Egitto (bandiera)         | Mohamed Hazem             | Ismaily                | 11   |
| 1985-1986 | Egitto (bandiera)         | Mohamed Hazem             | Ismaily                | 11   |
| 1986-1987 | Egitto (bandiera)         | Emad Souliman             | Ismaily                | 11   |
| 1987-1988 | Egitto (bandiera)         | Gamal Abdul Hamid         | Zamalek                | 11   |
| 1988-1989 | Egitto (bandiera)         | Mahmoud El-Mashaqui       | Ghazl El-Mehalla       | 11   |
| 1990-1991 | Egitto (bandiera)         | Mohamed Ramadan           | Al-Ahly                | 14   |
| 1991-1992 | Egitto (bandiera)         | Ahmed El-Kass             | El-Olympi              | 14   |
| 1992-1993 | Egitto (bandiera)         | Ahmed El-Kass             | El-Olympi              | 16   |
| 1993-1994 | Egitto (bandiera)         | Ahmed El-Kass             | El-Olympi              | 15   |
| 1993-1994 | Egitto (bandiera)         | Beshir Abdel Samad        | Ismaily                | 15   |
| 1994-1995 | Egitto (bandiera)         | Abdullah El-Sawi          | El Qanah               | 10   |
| 1994-1995 | Egitto (bandiera)         | Ahmed Sari                | Al-Ittihad Alessandria | 10   |
| 1995-1996 | Egitto (bandiera)         | Mohamed Salah Abougreisha | Ismaily                | 14   |
| 1996-1997 | Egitto (bandiera)         | Ayman Moheb               | El Mansoura            | 17   |
| 1997-1998 | Egitto (bandiera)         | Abdel-Hamid Bassiouny     | Zamalek                | 15   |
| 1998-1999 | Egitto (bandiera)         | Hossam Hassan             | Al-Ahly                | 15   |
| 1999-2000 | Nigeria (bandiera)        | John Utaka                | Ismaily                | 17   |
| 2000-2001 | Egitto (bandiera)         | Tarek El-Said             | Zamalek                | 13   |
| 2001-2002 | Egitto (bandiera)         | Hossam Hassan             | Zamalek                | 18   |
| 2002-2003 | Egitto (bandiera)         | Ahmed Belal               | Al-Ahly                | 19   |
| 2003-2004 | Egitto (bandiera)         | Abdel Halim Ali           | Zamalek                | 20   |
| 2004-2005 | Egitto (bandiera)         | Emad Moteab               | Al-Ahly                | 15   |
| 2005-2006 | Egitto (bandiera)         | Mohamed Aboutreika        | Al-Ahly                | 18   |
| 2006-2007 | Angola (bandiera)         | Flávio Amado              | Al-Ahly                | 17   |
| 2007-2008 | Egitto (bandiera)         | Alaa Ibrahim              | Petrojet               | 14   |
| 2008-2009 | Ghana (bandiera)          | Earnest Baba Argo         | El Gaish               | 12   |
| 2008-2009 | Angola (bandiera)         | Flávio Amado              | Al-Ahly                | 12   |
| 2009-2010 | Nigeria (bandiera)        | Minusu Buba               | El-Shorta              | 14   |
| 2010-2011 | Egitto (bandiera)         | Ahmed Abd El-Zaher        | ENPPI                  | 13   |
| 2010-2011 | Egitto (bandiera)         | Shikabala                 | Zamalek                | 13   |
| 2013-2014 | Ghana (bandiera)          | John Antwi                | Ismaily                | 11   |
| 2014-2015 | Egitto (bandiera)         | Hossam Salama             | El Dakhleya            | 20   |
| 2015-2016 | Egitto (bandiera)         | Hossam Salama             | Smouha                 | 17   |
| 2016-2017 | Egitto (bandiera)         | Ahmed El Sheikh           | Misr Lel Makasa        | 17   |
| 2017-2018 | Marocco (bandiera)        | Walid Azarou              | Al-Ahly                | 18   |
| 2018-2019 | Egitto (bandiera)         | Ahmed Ali                 | Al-Mokawloon           | 18   |
| 2019-2020 | Egitto (bandiera)         | Abdallah El Said          | Pyramids               | 17   |
| 2020-2021 | Egitto (bandiera)         | Mohamed Sherif            | Al-Ahly                | 21   |
| 2021-2022 | Egitto (bandiera)         | Ahmed Sayed               | Zamalek                | 19   |
| 2022-2023 | Angola (bandiera)         | Mabululu                  | Al-Ittihad Alessandria | 16   |

## Classifica dei marcatori di tutti i tempi
Aggiornata al 3 ottobre 2020.
| N. | Giocatore          | Squadre                                                         | Reti |
| -- | ------------------ | --------------------------------------------------------------- | ---- |
| 1  | Hassan El-Shazly   | Tersana                                                         | 176  |
| 2  | Hossam Hassan      | Al-Ahly / Zamalek / Al-Masry / Tersana / Al-Ittihad Alessandria | 168  |
| 3  | Moustafa Reyadh    | Tersana                                                         | 123  |
| 4  | El-Sayed El-Dhizui | Al-Masry / Al-Ahly                                              | 112  |
| 5  | Mahmoud El Khatib  | Al-Ahly                                                         | 109  |
| 6  | Abdallah Said      | Ismaily / Al-Ahly / Pyramids                                    | 108  |
| 7  | Ahmed El-Kass      | El-Olympi / Zamalek / Al-Ittihad Alessandria                    | 107  |
| 8  | Mohamed Aboutreika | Tersana / Al Ahly                                               | 106  |
| 9  | Gamal Abdel-Hameed | Al Ahly / Zamalek                                               | 101  |